# Múlaþing
Múlaþing (isländskt uttal: [ˈmuːlaˌθiŋk]) är en kommun i östra Island som bildades 2020 genom en sammanslagning av de fyra kommunerna Fljótsdalshérað, Seyðisfjörður, Borgarfjarðarhreppur och Djúpavogshreppur.
Múlaþing är Islands näst största kommun (efter Þingeyjarsveit), med en areal om 10 669 km². Den utgör 10% av Islands landareal.  Kommunens största stad är Egilsstaðir, med en befolkning på 2 752 invånare 2022. Den näst största staden är Seyðisfjörður med 669 invånare (2022).
De flesta av Islands renar finns i Múlaþing, där det finns mellan 6 000 och 7 000. Den största skogen på Island, Hallormsstaðaskógur, finns i Múlaþing.
Vattenkraftverket Kárahnjúkar finns i kommunen.